# Saint-Alyre-ès-Montagne
Saint-Alyre-ès-Montagne ist eine französische Gemeinde mit 101 Einwohnern (Stand 1. Januar 2022) im Département Puy-de-Dôme in der Region Auvergne-Rhône-Alpes (vor 2016 Auvergne). Sie gehört zum Arrondissement Issoire und zum Kanton Brassac-les-Mines (bis 2015 Ardes).

## Geografie
Saint-Alyre-ès-Montagne liegt etwa 25 Kilometer südwestlich von Issoire am Ostabhang des Zentralmassivs. Saint-Alyre-ès-Montagne wird umgeben von den Nachbargemeinden Compains im Norden und Nordwesten, Roche-Charles-la-Mayrand im Norden und Nordosten, Mazoires im Osten, Anzat-le-Luguet im Süden und Südosten, Montgreleix im Südwesten sowie La Godivelle im Westen.

## Bevölkerungsentwicklung
| Jahr                       | 1962 | 1968 | 1975 | 1982 | 1990 | 1999 | 2006 | 2013 |
| Einwohner                  | 383  | 313  | 264  | 247  | 203  | 180  | 165  | 145  |
| Quellen: Cassini und INSEE |      |      |      |      |      |      |      |      |

## Sehenswürdigkeiten
- Kirche Saint-Alyre, seit 1986 Monument historique
- Wasserfall von Jassy

## Weblinks

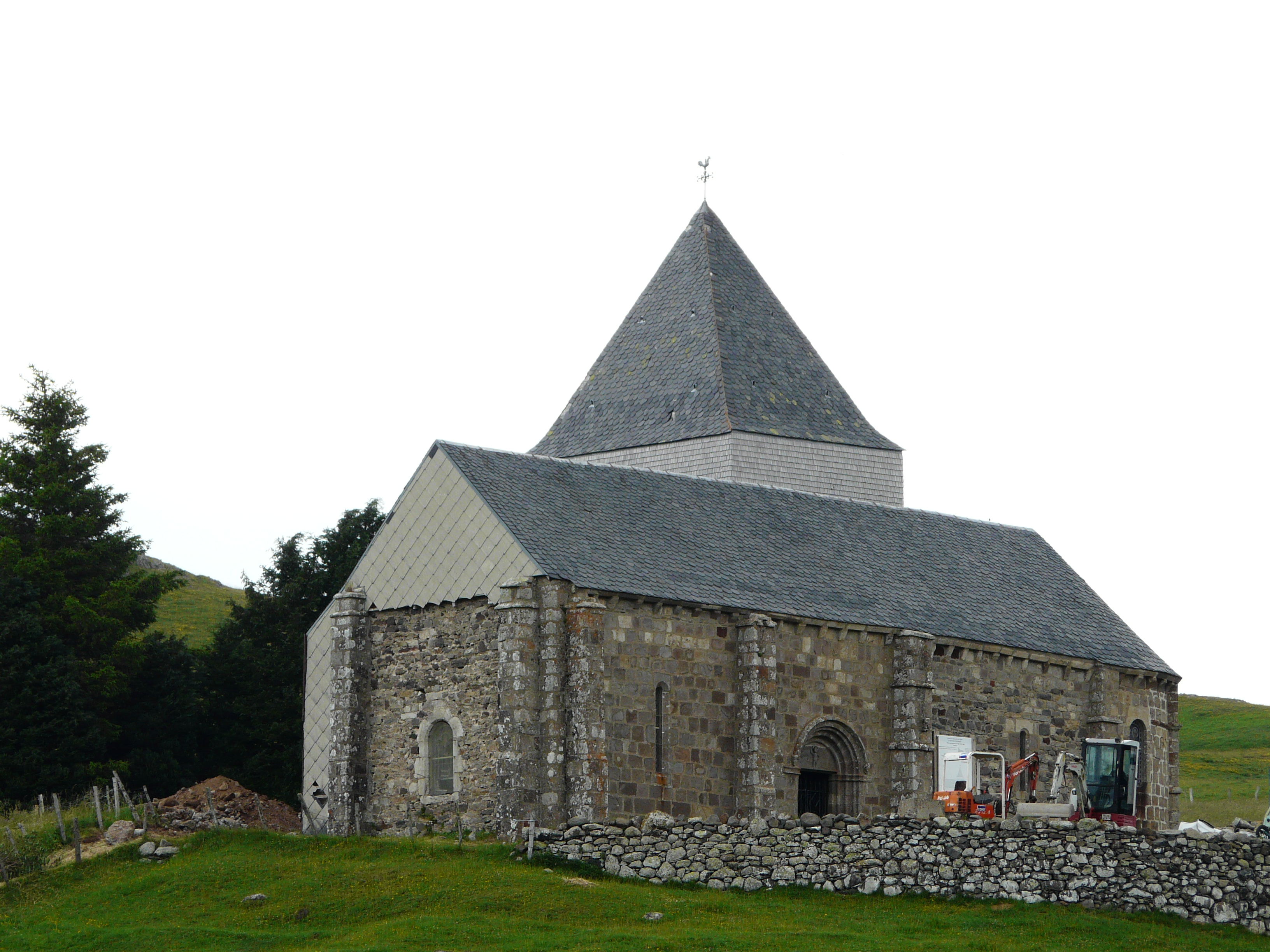
Kirche Saint-Alyre